# Vernon Watkins
Vernon Phillips Watkins (* 27. Juni 1906 in Maesteg; † 8. Oktober 1967 in Seattle, Washington) war ein walisischer Lyriker.

## Leben
Beeinflusst von der Arbeit William Butler Yeats behandelte er in seinen Gedichten meist Natur und Folklore seiner Heimat in Südwales. 1957 veröffentlichte er die von seinem Freund Dylan Thomas (1914–1953) an ihn gerichteten Briefe.
Er starb während eines Aufenthalts als Gastprofessor an der University of Washington. Seine Asche wurde auf dem Kirchhof der Kirche St Mary in seinem Wohnort Pennard in Wales begraben, in der Kirche erinnert eine Gedenktafel an ihn. 